# The West Wing – Im Zentrum der Macht/Staffel 1
Mit der ersten Staffel begann im September 1999 in den USA die Ausstrahlung der Fernsehserie The West Wing – Im Zentrum der Macht. In Deutschland und Österreich startete die Erstausstrahlung im Mai 2008 auf dem Pay-TV-Sender FOX.

## Handlung
Die erste Staffel setzt ungefähr ein halbes Jahr nach der Amtseinführung des demokratischen Präsidenten Josiah Bartlet ein. Während sich der stellvertretende Kommunikationsdirektor Sam mit einer Prostituierten anfreundet, muss sich Pressesprecherin C.J. den romantischen Avancen eines Reporters erwehren. Stabschef Leo wird aufgrund seiner Alkoholabhängigkeit von seiner Vergangenheit eingeholt. Unterdessen setzt Kommunikationsdirektor Toby alles daran, einen Nominierten für den Supreme Court aufzustellen. Präsident Bartlet gesteht seinem Stabschef Leo nicht nur seine MS-Erkrankung, auch will er zwischen den verfeindeten Regierungen von Indien und Pakistan für Frieden sorgen. Auf innenpolitischer Ebene sieht sich der Präsident mit der eigenen, festgefahrenen Neutralität und Regierungsunfähigkeit konfrontiert, welche gegen Ende der Staffel aufgebrochen wird. Am Ende der Staffel gerät der Stab des Präsidenten bei einer öffentlichen Veranstaltung ins Zielkreuz von Extremisten.

## Besetzung

### Hauptbesetzung

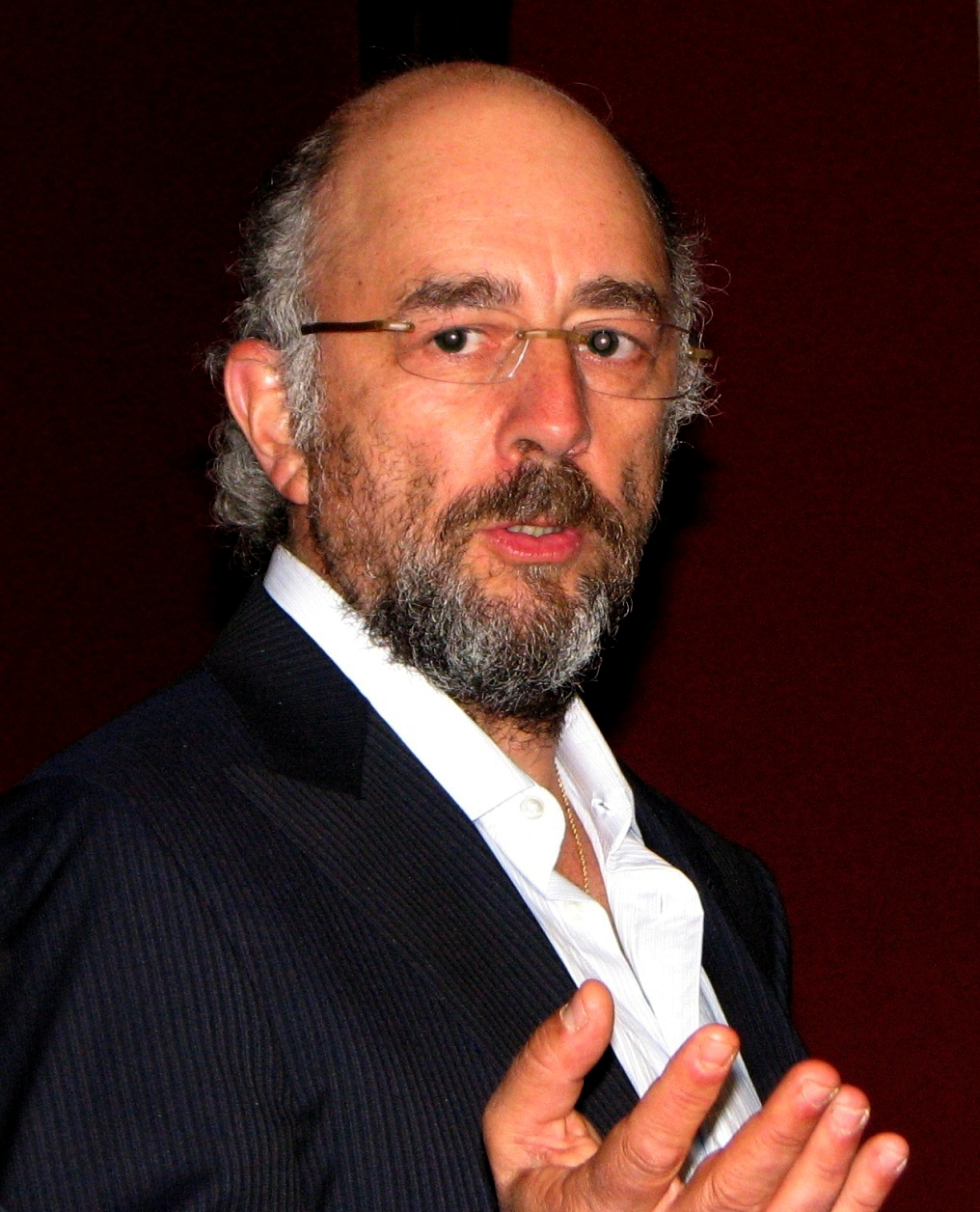
Richard Schiff spielt Toby Ziegler

- Rob Lowe als Sam Seaborn, stellvertretender Kommunikationsdirektor des Weißen Hauses (22 Episoden)
- Moira Kelly als Mandy Hampton, Medienberaterin des Weißen Hauses (22)
- Dulé Hill als Charlie Young, persönlicher Assistent des Präsidenten (20)
- Allison Janney als C.J. Cregg, Pressesprecherin des Weißen Hauses (22)
- Richard Schiff als Toby Ziegler, Kommunikationsdirektor des Weißen Hauses (22)
- John Spencer als Leo McGarry, Stabschef des Weißen Hauses (22)
- Bradley Whitford als Josh Lyman, stellvertretender Stabschef des Weißen Hauses (22)
- Martin Sheen als President Josiah Bartlet, Präsident der Vereinigten Staaten (22)

### Neben- und Gastbesetzung
- Janel Moloney als Donna Moss, Assistentin von Josh Lyman (22 Episoden)
- NiCole Robinson als Margaret, Assistentin von Leo McGarry (18)
- Kathryn Joosten als Mrs. Landingham, Sekretärin von Präsident Bartlet (17)
- Melissa Fitzgerald als Carol, Assistentin von C.J. Cregg (17)
- Timothy Busfield als Danny Concannon, Korrespondent für The Washington Post (14)
- Devika Parikh als Bonnie, Assistentin im Kommunikationsbüro (14) Lisa Edelstein verkörpert das Callgirl Laurie

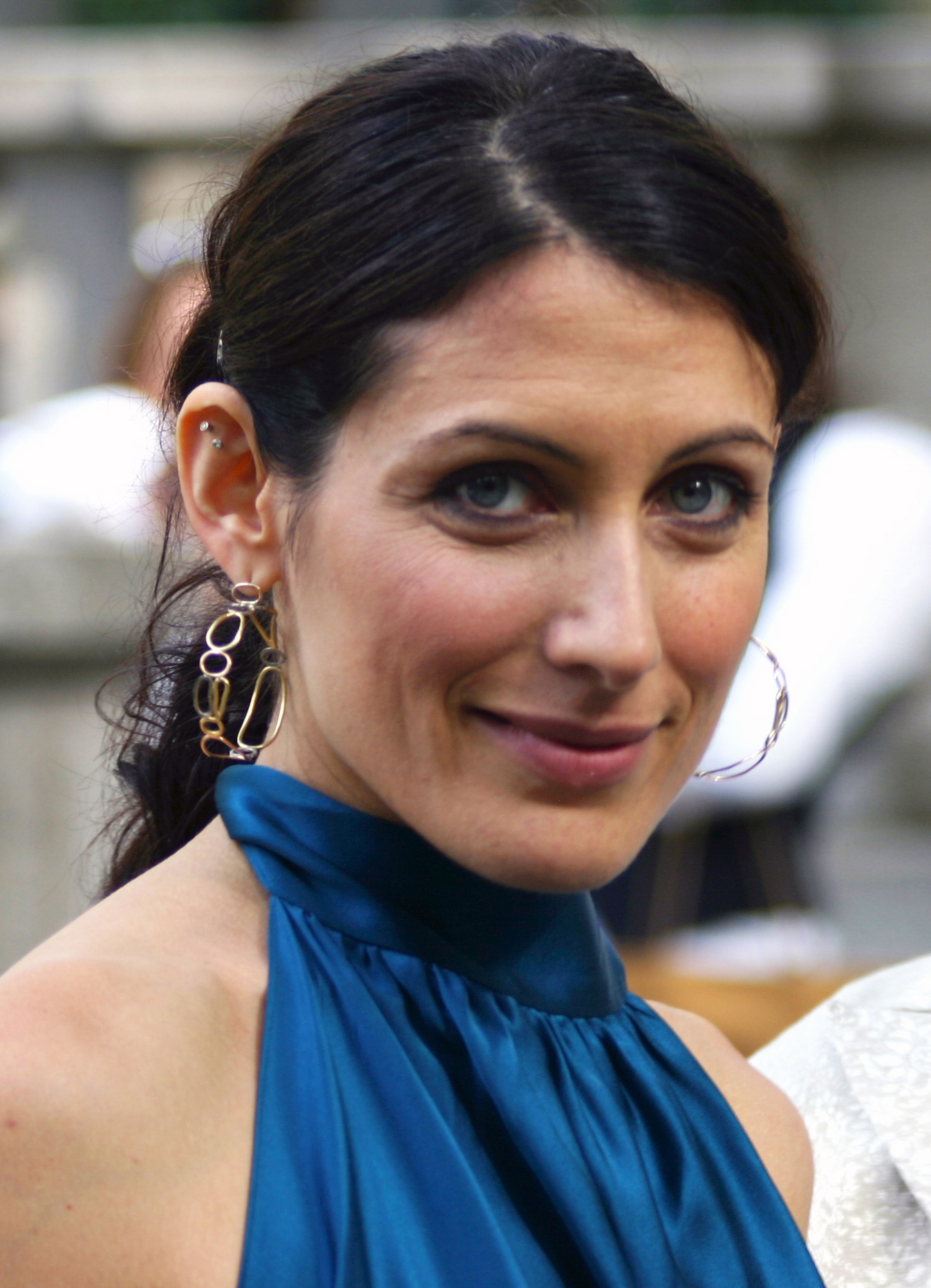
Lisa Edelstein verkörpert das Callgirl Laurie

- Kim Webster als Ginger, Assistentin im Kommunikationsbüro (11)
- Renée Estevez als Nancy, Assistentin von Mrs. Landingham (10)
- Suzy Nakamura als Cathy, Assistentin von Sam Seaborn (9)
- Elisabeth Moss als Zoey Bartlet, jüngste Tochter von Präsident Bartlet (7)
- Peter James Smith als Ed, Verbindungsperson zum Kongress (6)
- Bill Duffy als Larry, Verbindungsperson zum Kongress (6)
- Lisa Edelstein als Laurie, Callgirl und Bekanntschaft von Sam Seaborn (5)
- Tim Matheson als Vice President John Hoynes, Vizepräsident der Vereinigten Staaten (5)
- John Amos als Admiral Fitzwallace, Vorsitzender der Joint Chiefs of Staff (5)
- Allison Smith als Mallory O’Brien, Tochter von Leo McGarry (4)
- Michael O’Neill als Secret Service Agent Ron Butterfield, Leiter des Personenschutzes von Präsident Bartlet (4)
- Marlee Matlin als Joey Lucas, Meinungsforscherin (4)
- Jorja Fox als Secret Service Agent Gina Toscano, Personenschützerin von Zoey Bartlet (4)
- Stockard Channing als Abigail Bartlet, Ehefrau von Präsident Bartlet (3)
- Edward James Olmos als Roberto Mendoza, Kandidat für den Obersten Gerichtshof (2)
- Roger Rees als Lord John Marbury, britischer Graf und Experte für Außenpolitik (2)

## Episoden
| Nr. (ges.) | Nr. (St.) | Deutscher Titel              | Originaltitel                  | Erstausstrahlung USA | Deutschsprachige Erstausstrahlung (D) | Regie                 | Drehbuch                                                                        |
| --- | --------- | ---------------------------- | ------------------------------ | -------------------- | ------------------------------------- | --------------------- | ------------------------------------------------------------------------------- |
| 1 | 1         | Der Fahrradunfall            | Pilot                          | 22. Sep. 1999        | 19. Mai 2008                          | Thomas Schlamme       | Aaron Sorkin                                                                    |
| Während die führenden Stabsmitglieder des Weißen Hauses vom Fahrradunfall des Präsidenten erfahren, muss Josh nach einem unglücklichen Fernsehauftritt um seinen Job bangen. In einer Talkshow hatte er ein Mitglied der christlichen Rechten verbal attackiert. Neben einer aus dem kubanischen Havanna anrollenden Flüchtlingswelle und der Tatsache, dass Sam die letzte Nacht mit einem Callgirl verbracht hat, muss sich das Team auch mit einem potenziellen Gegner bei den nächsten Präsidentschaftswahlen auseinandersetzen. Aus diesem Anlass trifft sich Josh mit dessen Beraterin Mandy, die auch seine ehemalige Freundin ist. Sam möchte bei einer Besichtigungstour für Kinder die Tochter seines Vorgesetzten Leo beeindrucken, weshalb ihm bei einem Vortrag über die Geschichte des Weißen Hauses einige Fehler unterlaufen. Letztlich muss er feststellen, dass Leos Tochter Mallory die Lehrerin der Schulklasse ist, der er aus Versehen auch von seiner Nacht mit dem Callgirl berichtet. Am Nachmittag trifft sich der Beraterstab des Präsidenten mit den christlichen Rechten, was Josh für eine Entschuldigung nutzt. Inmitten einer hitzigen Diskussion über die Zehn Gebote stößt Präsident Bartlet hinzu. Er, vom Fahrradunfall fast erholt, unterbricht das Gespräch und echauffiert sich darüber, dass seiner Enkelin von christlichen Rechten eine Puppe mit einem Messer in der Kehle zugeschickt wurde, womit er die Diskussionsrunde für beendet erklärt. Bei einem abschließenden Meeting mit seinem Beraterstab im Oval Office schwört der Präsident seinen Stab im Hinblick auf die kubanischen Flüchtlinge darauf ein, wieder produktiv zu sein. Josh bittet er im Einzelgespräch darum, seinen Fehler in der Talkshow nicht zu wiederholen. Josh stimmt ihm zu und behält somit seinen Job.                                              |           |                              |                                |                      |                                       |                       |                                                                                 |
| 2 | 2         | Post Hoc, Ergo Propter Hoc   | Post Hoc, Ergo Propter Hoc     | 29. Sep. 1999        | 26. Mai 2008                          | Thomas Schlamme       | Aaron Sorkin                                                                    |
| Weil sich der Präsident zu einem Witz hinreißen ließ, hat das Ryder-Cup-Team einen Fototermin im Weißen Haus abgesagt, weshalb der Beraterstab die Anstellung eines Medienberaters erwägt. Josh, dem es durch einen Deal gelang, den potenziellen Gegenspieler des Präsidenten von einer Präsidentschaftskandidatur bei den nächsten Wahlen abzuhalten, befürchtet die Anstellung seiner ehemaligen Freundin Mandy, die durch den Deal ihren einzigen Mandanten verlor. Letztlich muss er aber nachgeben, weshalb er ihr das Jobangebot unterbreitet und sie dieses annimmt. Bei einer Pressekonferenz wird C.J. mit einem Kommentar des Vizepräsidenten zu einem Thema konfrontiert. Josh äußert daraufhin Sorge, dass es zwischen Leo und dem Vizepräsidenten zu einem Streit kommen könnte. Dazu kommt es auch; in einer Konversation mit Leo betont der Vizepräsident Unbehagen über seine schwache Rolle in der Regierung. Josh erfährt von Sams Beziehung zu dem Callgirl und vermutet, dass Sam sie bekehren wolle. Nachdem Toby den gleichen Verdacht zur Sprache bringt, sucht Sam am Abend erneut den Kontakt zu ihr. Zunächst macht es den Anschein, als wolle er sie tatsächlich vor ihrem Beruf bewahren. Allerdings gibt er nach, nachdem sie ihre Zufriedenheit über ihre berufliche Situation äußert. Trotz ihres Berufs wolle er weiterhin mit ihr befreundet sein. Am gleichen Abend erreicht das Weiße Haus die Nachricht, dass ein Militärflugzeug im Rahmen eines Anschlags explodiert ist. Unter den Todesopfern befindet sich auch ein Arzt und Familienvater, der den Präsidenten wenige Stunden zuvor noch behandelte. Als Antwort, so Präsident Bartlet, werde er die Verantwortlichen „mit dem Zorn Gottes für immer vom Antlitz dieser Erde fegen.“                                                                                                 |           |                              |                                |                      |                                       |                       |                                                                                 |
| 3 | 3         | Eine angemessene Antwort     | A Proportional Response        | 6. Okt. 1999         | 2. Juni 2008                          | Marc Buckland         | Aaron Sorkin                                                                    |
| Drei Tage nach dem Abschuss des amerikanischen Transportflugzeugs drängt der Präsident auf einen militärischen Gegenschlag. Dabei stellt er im Beisein des Generalstabs den Nutzen einer verhältnismäßigen Reaktion in Frage, indem er eine unverhältnismäßige Antwort favorisiert, die mit einem „totalen Desaster“ einhergehe. Da das Ziel einer solchen Reaktion allerdings den Tod Tausender Zivilopfer und internationales Unverständnis nach sich ziehen würde, entscheidet sich Präsident Bartlet für die verhältnismäßige Reaktion. Unterdessen führt Josh ein Vorstellungsgespräch mit Charlie Young, dessen Mutter fünf Monate zuvor im Polizeidienst erschossen wurde. C.J. erfährt von Sams Bekanntschaft mit dem Callgirl Laurie und befürchtet eine negative Berichterstattung. Reporter Danny Concannon gesteht ihr zwar seine Kenntnis darüber, sieht aber von einer Veröffentlichung ab. Dafür erhält er als erster Reporter Informationen über den kürzlich geschehenen Bombenangriff. Vor einer Fernsehansprache an die Nation kann der Präsident seine Brille nicht finden, woraufhin ihm Charlie, der sich ebenfalls im Raum befindet, einen entscheidenden Hinweis gibt. Wie der Mitarbeiterstab wird allerdings auch Charlie Opfer der Angespanntheit des Präsidenten. In einem Gespräch kann Leo den Präsidenten von der militärischen Vorgehensweise der Regierung überzeugen. Nach dem Gespräch gibt der Präsident Charlie das Versprechen, die Waffe und die Munition, mit der seine Mutter getötet wurde, gesetzlich verbieten zu wollen. Daraufhin nimmt Charlie das Jobangebot an. |           |                              |                                |                      |                                       |                       |                                                                                 |
| 4 | 4         | Fünf Stimmen zur Mehrheit    | Five Votes Down                | 13. Okt. 1999        | 9. Juni 2008                          | Michael Lehmann       | Handlung: Lawrence O’Donnell, Patrick Caddell Schauspiel: Aaron Sorkin          |
| Zwei Tage vor einer wichtigen Abstimmung im Repräsentantenhaus ändern fünf Abgeordnete ihre Meinung. Leo vergisst zudem seinen Hochzeitstag, als er am späten Abend zuhause von seiner Frau empfangen wird. Am nächsten Tag wird Toby der Börsenmanipulation und somit eines Bundesverbrechens bezichtigt. Ein Aktienpaket, für das er im Jahr zuvor 5000 Dollar aufgebracht hatte, ist nun 125000 Dollar wert. Gemäß Verdacht stiftete er einen Freund dazu an, das Unternehmen im Handelsausschuss zu erwähnen. Josh trifft sich unterdessen mit einem der fünf Abgeordneten und droht erfolgreich damit, ihm seine Wiederwahl zu erschweren. Die Stimme eines weiteren Abgeordneten sichert er, indem er einem seiner ehemaligen Studienfreunde einen exklusiven Fototermin mit dem Präsidenten anbietet. Da Leo für eine weitere Stimme den Vizepräsidenten einspannen müsste, trifft er sich stattdessen mit einem afroamerikanischen Abgeordneten. Das geplante Gesetz zur Kontrolle von Schusswaffen gilt allerdings nicht für alle Waffen, weshalb dieser das Gesetz ablehnt. Am Ende des Tages muss Leo die Trennung von seiner Frau hinnehmen, die ihre Unzufriedenheit über Leos Arbeitspensum als Grund anführt. Im darauffolgenden Gespräch mit dem Vizepräsidenten sichert dieser ihm seine Unterstützung im Rahmen des Gesetzes zu. Bei einem Meeting im Oval Office berät der Stab über Tobys Aktienproblem, als plötzlich der von Rückenschmerzen geplagte Präsident mit einer Überdosis Schmerzmittel hinzustößt und deshalb nicht zur Lösung des Problems beitragen kann. Vizepräsident Hoynes kann den letzten Abgeordneten von dem Gesetz überzeugen und wird in den Medien letztlich als Gewinner der Gesetzverabschiedung dargestellt. Abschließend besucht Leo ein Treffen der Anonymen Alkoholiker, das ihm zuvor vom Vizepräsidenten empfohlen wurde. |           |                              |                                |                      |                                       |                       |                                                                                 |
| 5 | 5         | Verrückte und Frauen         | The Crackpots and These Women  | 20. Okt. 1999        | 16. Juni 2008                         | Anthony Drazan        | Aaron Sorkin                                                                    |
| Josh gerät in eine Sinnkrise, als er eine Karte über das Verhalten bei einem möglichen Atomangriff erhält – ein Privileg, das den Meisten seiner Kollegen verwehrt bleibt. Währenddessen sorgt Leo dafür, dass sich der Stab mit speziellen Interessengruppen trifft. Vor einer wichtigen Pressekonferenz, spricht sich Toby stark gegen eine Reise des Präsidenten nach Kalifornien aus. Später erfährt er durch ein Gerücht, dass er nicht die erste Wahl des Präsidenten für den Job des Kommunikationsdirektors gewesen sein soll. Unterdessen befiehlt Präsident Bartlet seinem Stab, beim Empfang seiner in Kürze in Georgetown studierenden Tochter von seinem geschätzten Chili zu kosten. |           |                              |                                |                      |                                       |                       |                                                                                 |
| 6 | 6         | Mr. Willis aus Ohio          | Mr. Willis of Ohio             | 3. Nov. 1999         | 23. Juni 2008                         | Christopher Misiano   | Aaron Sorkin                                                                    |
| Toby und Mandy sind damit beschäftigt, einige Abgeordnete von einem Handelsgesetz mit einer angemessenen Methode zur Volkszählung zu überzeugen. Unter den Abgeordneten ist auch Mr. Willis, der das Amt seiner verstorbenen Frau übernahm. Die Tochter des Präsidenten gerät in einer öffentlichen Bar gemeinsam mit Josh und Sam in einen heftigen Tumult. C.J. missachtet unterdessen ihren Stolz und fragt Sam, ob er ihr die Grundlagen des anstehenden Zensus erklären könne und ein verärgerter Präsident beginnt einen Streit mit Leo, als dieser ihm von seiner Trennung erzählt. |           |                              |                                |                      |                                       |                       |                                                                                 |
| 7 | 7         | Das Staatsbankett            | The State Dinner               | 10. Nov. 1999        | 30. Juni 2008                         | Thomas Schlamme       | Aaron Sorkin, Paul Redford                                                      |
| Am Abend eines Staatsbanketts zu Ehren des indonesischen Präsidenten, sieht sich Präsident Bartlet mit großen Problemen konfrontiert: eine ausweglose Geiselnahme mit Dutzenden militanten Überlebenskünstlern, ein Hurrikan der Kategorie 4, der eine Trägergruppe auf offener See erwischen könnte sowie ein bevorstehender landesweiter Streik des Lastwagenfahrer. Hinter den Kulissen bereitet die First Lady das Bankett vor, während ein aufdringlicher Reporter mit C.J. flirtet. Josh und Toby bitten unterdessen ein indonesisches Regierungsmitglied um einen Gefallen und Sam trifft seine als Prostituierte arbeitende Freundin überraschend beim Bankett. |           |                              |                                |                      |                                       |                       |                                                                                 |
| 8 | 8         | Gegner                       | Enemies                        | 17. Nov. 1999        | 7. Juli 2008                          | Alan Taylor           | H: Rick Cleveland, Lawrence O’Donnell, Patrick Caddell S: Ron Osborn, Jeff Reno |
| Ein wichtiges Bankengesetz steht auf dem Spiel, als politische Rivalen von Präsident Bartlet eine Landnutzungsklausel, die Tagebau in der Wildnis von Montana erlauben würde, hinzufügen. C.J. versucht unterdessen, Gerüchte über einen Streit zwischen dem Präsidenten und seinem Stellvertreter während der Kabinettssitzung auszuräumen. Ein überarbeiteter Leo möchte ein Treffen zwischen seiner erwachsenen Tochter und Sam verhindern. C.J. erwehrt sich weiterhin der romantischen Annäherungsversuche eines Reporters, indem sie ihm ein Treffen mit dem Präsidenten verschafft. Mandy und Josh streiten sich über die Landnutzungsklausel, die einen Teil des weitaus wichtigeren Bankengesetzes ruinieren würde. |           |                              |                                |                      |                                       |                       |                                                                                 |
| 9 | 9         | Die engere Wahl              | The Short List                 | 24. Nov. 1999        | 14. Juli 2008                         | Bill D’Elia           | H: Aaron Sorkin, Dee Dee Myers S: Aaron Sorkin, Patrick Caddell                 |
| Als ein Richter des Supreme Court in den Ruhestand geht, hat Präsident Bartlet die einzigartige Möglichkeit, die Zusammensetzung des Gerichts durch die Nominierung eines favorisierten Richters zu beeinflussen. Doch nach weiteren Recherche offenbart sich bei seinem Favoriten eine widersprüchliche Auslegung des Gesetzes, die bei ihm zu einer Meinungsänderung führen könnte. Zudem sucht ein Abgeordneter die Schlagzeilen, indem er den Mitarbeitern des Weißen Hauses ein Drogenproblem anhängt – insbesondere für ein wichtiges Mitglied des Stabs ist dies ein brisantes Thema. |           |                              |                                |                      |                                       |                       |                                                                                 |
| 10 | 10        | In Excelsis Deo              | In Excelsis Deo                | 15. Dez. 1999        | 21. Juli 2008                         | Alex Graves           | Aaron Sorkin, Rick Cleveland                                                    |
| Kurz vor Heiligabend schleicht sich Präsident Bartlet für letzte Weihnachtseinkäufe hinaus, während Toby mehr über einen vergessenen Helden des Koreakriegs erfährt, der in der Kälte starb und einen Mantel trug, der einst Toby gehörte. Sam und Josh ignorieren Leos Ratschlag; sie konsultieren Sams Freundin und ziehen ihre exklusive Kundschaft in Betracht, als ein politischer Gegner droht, Leos vergangene Drogenprobleme zu publizieren. C.J. ist erstaunt, als sich der Präsident öffentlich zu einem Hassverbrechen äußert. Doch als sie vom beharrlichen Reporter Danny weiterhin ausgefragt wird, lässt ihre persönliche Entschlusskraft nach. |           |                              |                                |                      |                                       |                       |                                                                                 |
| 11 | 11        | Lord John Marbury            | Lord John Marbury              | 5. Jan. 2000         | 28. Juli 2008                         | Kevin Rodney Sullivan | H: Patrick Caddell, Lawrence O’Donnell S: Aaron Sorkin, Patrick Caddell         |
| Dem Pulverfass an der Grenze zum Kaschmir droht die Explosion, als indische Truppen in pakistanisches Territorium einfallen. Indien droht mit einer von Präsident Bartlet sehr ernstgenommenen nuklearen Konfrontation. Er ruft daraufhin Lord Marbury zur Hilfe, einen exzentrischen britischen Diplomaten, der Kontakte zu den beiden sich bekriegenden Nationen pflegt – und eine Schwäche für alkoholische Getränke hat. Ein wütender Josh wird für eine Aussage vorgeladen, während sich die Ermittlungen zum Drogenmissbrauch auf ihr beabsichtigtes Ziel fokussieren: Stabschef Leo McGarry. Mandy lanciert unterdessen einen Versuchsballon, um die Reaktion ihrer Kollegen zu testen. Sie gibt vor, dass sie einen liberalen Republikaner repräsentieren wolle. Der Präsident zeigt sich überrascht, als Charlie ihn fragt, ob er mit seiner Tochter ausgehen dürfe. |           |                              |                                |                      |                                       |                       |                                                                                 |
| 12 | 12        | Der Präsident in Bedrängnis  | He Shall, from Time to Time    | 12. Jan. 2000        | 4. Aug. 2008                          | Arlene Sanford        | Aaron Sorkin                                                                    |
| Der Stab des Weißen Hauses befindet sich im vollständigen Krisenmodus, als Präsident Bartlet während der Vorbereitungen zur Rede zur Lage der Nation bewusstlos aufgefunden wird. Während der Zustand des Präsidenten offiziell einer Grippe zugeschrieben wird, weiß die First Lady mehr darüber. Toby wiederum ist zu beschäftigt, um davon Kenntnis zu nehmen, da er an der Rede des Präsidenten feilen muss. Gleichermaßen ablenkend ist Leos öffentliche Stellungnahme zu seinen früheren Drogenproblemen, wie auch das Wiedererscheinen des amüsanten Lord Marbury – einem betörten Frauenheld, der nebenbei als wichtiger Berater im indisch-pakistanischen Konflikt auftritt. Trotz der Krisen drücken C.J. und Leos Tochter Mallory ihre romantischen Gefühle für zwei sehr verschiedene Männer aus. |           |                              |                                |                      |                                       |                       |                                                                                 |
| 13 | 13        | Die große Entrümpelung       | Take Out the Trash Day         | 26. Jan. 2000        | 11. Aug. 2008                         | Ken Olin              | Aaron Sorkin                                                                    |
| Während der Präsident und sein Stab über eine angemessene Antwort zu einer kontroversen Studie über den Sexualkundeunterricht debattieren, befürchten Teile des Stabs, dass sich der Vater eines Opfers von Hasskriminalität für die Homosexualität seines Sohnes schämen könnte. Josh und Sam treffen Mitglieder des Haushaltsausschusses, der zu Joshs mangelnder Kooperation im Rahmen der Drogensucht-Affäre ermittelt – die nur initiiert wurde, um Leos früheres Drogenproblem zu enthüllen. Toby genießt ein verbales Duell mit einigen Abgeordneten, die die neuesten Termine der öffentlichen Fernsehanstalt aufhalten wollen. C.J. wird geraten, die Veröffentlichung einiger peinlicher Storys für den Freitag aufzusparen, um den durch das Wochenende herbeigeführten Folgeeffekt zu lindern. Allerdings findet sie ebenso Zeit, um ihren verspielten Flirt mit einem Reporter fortzusetzen. |           |                              |                                |                      |                                       |                       |                                                                                 |
| 14 | 14        | Das heiße Eisen              | Take This Sabbath Day          | 9. Feb. 2000         | 18. Aug. 2008                         | Thomas Schlamme       | H: Lawrence O’Donnell, Paul Redford, Aaron Sorkin S: Aaron Sorkin               |
| Nachdem der Supreme Court die Einstellung eines Hinrichtungsverfahrens ablehnt, muss Präsident Bartlet darüber entscheiden, ob er in den verbleibenden 48 Stunden die Strafe umwandeln möchte. Daher bestellt er einen ihm aus Kindertagen bekannten Priester für religiösen Rat ein. In dieses kontroverse Thema wird auch Toby involviert, indem er einer Predigt seines Rabbis lauscht. An anderer Stelle fordert eine streitsüchtige Wahlkampfmanagerin eine Audienz beim Präsidenten, da ihr demokratischer Kandidat für einen Sitz im Kongress von seiner Partei unterfinanziert wird, obwohl er bei der bevorstehenden Wahl den amtierenden Republikaner besiegen könnte. |           |                              |                                |                      |                                       |                       |                                                                                 |
| 15 | 15        | Der Geheimplan               | Celestial Navigation           | 16. Feb. 2000        | 25. Aug. 2008                         | Christopher Misiano   | H: Dee Dee Myers, Lawrence O’Donnell, Jr. S: Aaron Sorkin                       |
| Sam und Toby werden nach Connecticut entsandt und sollen Schadensbegrenzung betreiben, als sie von der Verhaftung ihres nominierten Richters für den Supreme Court erfahren. Angeblich soll dieser unter Alkoholeinfluss Auto gefahren sein und sich der Verhaftung widersetzt haben. Unterdessen hält Josh an einem College einen Vortrag über seine Arbeit für den Präsidenten; dort erinnert er sich an die Missgeschicke der vorangegangenen Woche. Bei einem Versuch, C.J. als Pressesprecherin zu vertreten, erzählt er munter von einem Geheimplan zur Bekämpfung der Inflation. Keine Gnade kennen die Medien auch mit der afroamerikanischen Ministerin für Wohnen und Städteplanung, die von den Medien zerfleischt wird, weil sie einen Republikaner öffentlich als Rassisten abgestempelt hatte. |           |                              |                                |                      |                                       |                       |                                                                                 |
| 16 | 16        | Schlaflos in L.A.            | 20 Hours in L.A.               | 23. Feb. 2000        | 1. Sep. 2008                          | Alan Taylor           | Aaron Sorkin                                                                    |
| Präsident Bartlet und einige Mitglieder seines Stabs reisen für einen kurzen Besuch nach Los Angeles. Der Besuch soll von einer von Stars besuchten Spendengala abgerundet werden. Der Veranstalter ist der Boss eines Filmstudios, der allerdings mit einer Absage des Events droht. Der Grund: Bartlet spricht sich für ein Gesetz aus, das Homosexualität im Militär verbieten soll. Leo muss sich in Washington mit einem sturköpfigen Vizepräsidenten herumschlagen und ihn davon überzeugen, im Senat bezüglich einer Ethanolsteuer, die vom Weißen Haus favorisiert wird, für klare Verhältnisse zu sorgen. In Los Angeles erfährt Josh unterdessen, dass die Wahlkampfmanagerin Joey Lucas in seinem Hotel übernachtet; er kann es kaum erwarten, sie wiederzusehen. Der Präsident nimmt an einem Treffen teil, dessen Initiatoren die Fahnenverbrennung verbieten wollen. Auch sorgt er dafür, dass seine Tochter Zoey einen angemessenen Schutz vom Secret Service erhält. |           |                              |                                |                      |                                       |                       |                                                                                 |
| 17 | 17        | Von Frau zu Frau             | The White House Pro-Am         | 22. März 2000        | 8. Sep. 2008                          | Ken Olin              | Lawrence O’Donnell, Paul Redford, Aaron Sorkin                                  |
| Die Mitarbeiterstäbe des Präsidenten und der First Lady bekriegen sich aufgrund gegensätzlicher Interessen, als ihre öffentlichen Stellungnahmen zu Kinderarbeit in Übersee eine Abgeordnete inspirieren. Sie plant einen Zusatz, der ein bereits lang herausgezögertes und vom Präsidenten favorisiertes Zollgesetz torpedieren würde. Zudem gerät der Präsident unter Druck, als plötzlich der geschätzte Präsident der Notenbank stirbt. Als Nachfolger steht ein Mann im Raum, der während seiner Schulzeit mit der First Lady ausgegangen war. Der Secret Service spricht aufgrund neulicher Hassbriefe die Empfehlung aus, gemäß welcher Charlie und Zoe bei der Eröffnung eines Clubs nicht gemeinsam auftreten sollen, woraufhin es zu einem Streit kommt. Vor einer Verhandlung mit wichtigen Abgeordneten bittet Josh einen starrsinnigen Toby darum, auf sein Benehmen zu achten. |           |                              |                                |                      |                                       |                       |                                                                                 |
| 18 | 18        | Viel Arbeit bis zur Pause    | Six Meetings Before Lunch      | 5. Apr. 2000         | 15. Sep. 2008                         | Clark Johnson         | Aaron Sorkin                                                                    |
| Nachdem Zoey, die Tochter des Präsidenten, einer Collegeparty beiwohnt, auf der einer ihrer Freunde mit Drogen erwischt wird, müht sich C.J. an der Geheimhaltung der unangenehmen Story. Der Stab des Weißen Hauses feiert währenddessen die Bestätigung von Richter Mendoza, den sie für einen Platz am Supreme Court nominiert hatten. Josh muss ein Gespräch mit einem potenziellen Assistenten des Justizministers in Bürgerrechtsangelegenheiten führen. Dieser plädiert dafür, dass in der Vergangenheit von der Sklaverei betroffene afroamerikanische Familien finanzielle Reparationszahlungen erhalten sollen. Sam diskutiert unterdessen mit Mallory über Gutscheine für Privatschulen und Mandy setzt sich dafür ein, dass der Nationalzoo zwei neue Pandabären in seinen Bestand aufnehmen kann. |           |                              |                                |                      |                                       |                       |                                                                                 |
| 19 | 19        | Lass Bartlet Bartlet sein    | Let Bartlet Be Bartlet         | 26. Apr. 2000        | 22. Sep. 2008                         | Laura Innes           | H: Peter Parnell, Patrick Caddell S: Aaron Sorkin                               |
| Im Weißen Haus machen Gerüchte über ein vernichtendes Memo, das die Schwächen der Regierung von Präsident Bartlet hervorhebt, die Runde. C.J. findet heraus, dass das Memo aus der Feder eines Stabsmitglieds stammt und nun in Besitz eines Reporters ist, den sie von der Veröffentlichung abhalten will. Sam und Toby haben ein Meeting mit Offizieren und Abgeordneten, um über das gegenwärtige Prinzip des „Don’t ask, don’t tell“ zu diskutieren. Als zwei Mitglieder der Federal Election Commission, der Bundeswahlkommission, zurücktreten, erblickt Josh eine Möglichkeit: er trifft sich mit Mitarbeitern von Senatoren und schlägt vor, dass der Präsident zwei Reformer als Ersatz nominieren könnte, statt die Vorschläge der Senatsführung zu akzeptieren. Leo hat nicht nur Probleme mit dem fehleranfälligen E-Mail-System des Weißen Hauses; er konfrontiert den Präsidenten mit einer Herausforderung, die die Regierung definieren oder zerstören könnte. |           |                              |                                |                      |                                       |                       |                                                                                 |
| 20 | 20        | Obligatorische Mindeststrafe | Mandatory Minimums             | 3. Mai 2000          | 29. Sep. 2008                         | Robert Berlinger      | Aaron Sorkin                                                                    |
| Entgegen der Tradition beruft Präsident Bartlet zwei Reformer in die Federal Election Commission. Seine politischen Gegner drohen dafür mit einem prekären Gesetz. Der Präsident geht allerdings noch einen Schritt weiter und bringt eine neue und kontroverse Drogenpolitik ins Gespräch. Unterdessen kann Joey Lucas erneut die Aufmerksamkeit von Josh gewinnen. Toby tritt an eine Abgeordnete heran, die zudem seine frühere Ehefrau ist, und testet ihre Reaktion zu einem potenziellen Betäubungsmittelgesetz. |           |                              |                                |                      |                                       |                       |                                                                                 |
| 21 | 21        | Parteispenden                | Lies, Damn Lies and Statistics | 10. Mai 2000         | 6. Okt. 2008                          | Don Scardino          | Aaron Sorkin                                                                    |
| Während der Präsident und sein Stab nervös auf die Ergebnisse einer Beliebtheitsumfrage warten, beginnt er ein Wechselspiel zwischen Botschaftern und Mitgliedern der Federal Election Commission. Damit initiiert er die Reform der Wahlkampffinanzierung und die Vertuschung eines auswärtigen Vorfalls. Einer Krise begegnet er, als ein Foto von Sam und seiner geheimen Freundin öffentlich wird. Unterdessen schreitet C.J. sorgenvoll durch die Korridore des Westflügels, nachdem ihr zuletzt einige Fehler unterlaufen waren. Josh gerät mit der Meinungsforscherin Joey Lucas aneinander. |           |                              |                                |                      |                                       |                       |                                                                                 |
| 22 | 22        | Was für ein Tag              | What Kind of Day Has It Been?  | 17. Mai 2000         | 13. Okt. 2008                         | Thomas Schlamme       | Aaron Sorkin                                                                    |
| Der Präsident bereitet sich auf einen öffentlichen Vortrag vor Studenten vor, während das eigene Militär in der irakischen Wüste einen abgestürzten amerikanischen Piloten finden muss. C.J. findet keinen Gefallen daran, die Presse diesbezüglich auf eine falsche Fährte zu locken. Toby möchte keine Informationen über das Schicksal seines Bruders erfahren, der sich an Bord einer Raumfähre befindet, das seine Ladetüren nicht mehr schließen kann. Josh soll den Vizepräsidenten davon überzeugen, seine Position bezüglich einer Reform der Wahlkampffinanzierung zu überdenken. |           |                              |                                |                      |                                       |                       |                                                                                 |

## Auszeichnungen
Bei der Primetime-Emmy-Verleihung 2000 wurde die erste Staffel 18-mal nominiert. In neun Kategorien konnte die Staffel die Auszeichnung auch gewinnen. Ausgezeichnet wurden unter anderem Richard Schiff als bester Nebendarsteller, Allison Janney als beste Nebendarstellerin und Aaron Sorkin für das beste Drehbuch für die Folge In Excelsis Deo. Auch den Preis in der Kategorie Beste Dramaserie konnte die erste Staffel der Serie gewinnen. Dazu kamen Auszeichnungen für die Regieführung, die Titelmusik, die Kameraführung, die Ausstattung und die Besetzung. Weiterhin wurden Martin Sheen als bester Hauptdarsteller, John Spencer als bester Nebendarsteller und Stockard Channing als beste Nebendarstellerin nominiert.